# Weiße Synagoge (Sejny)
Koordinaten: 54° 6′ 21,6″ N, 23° 20′ 56,4″ O

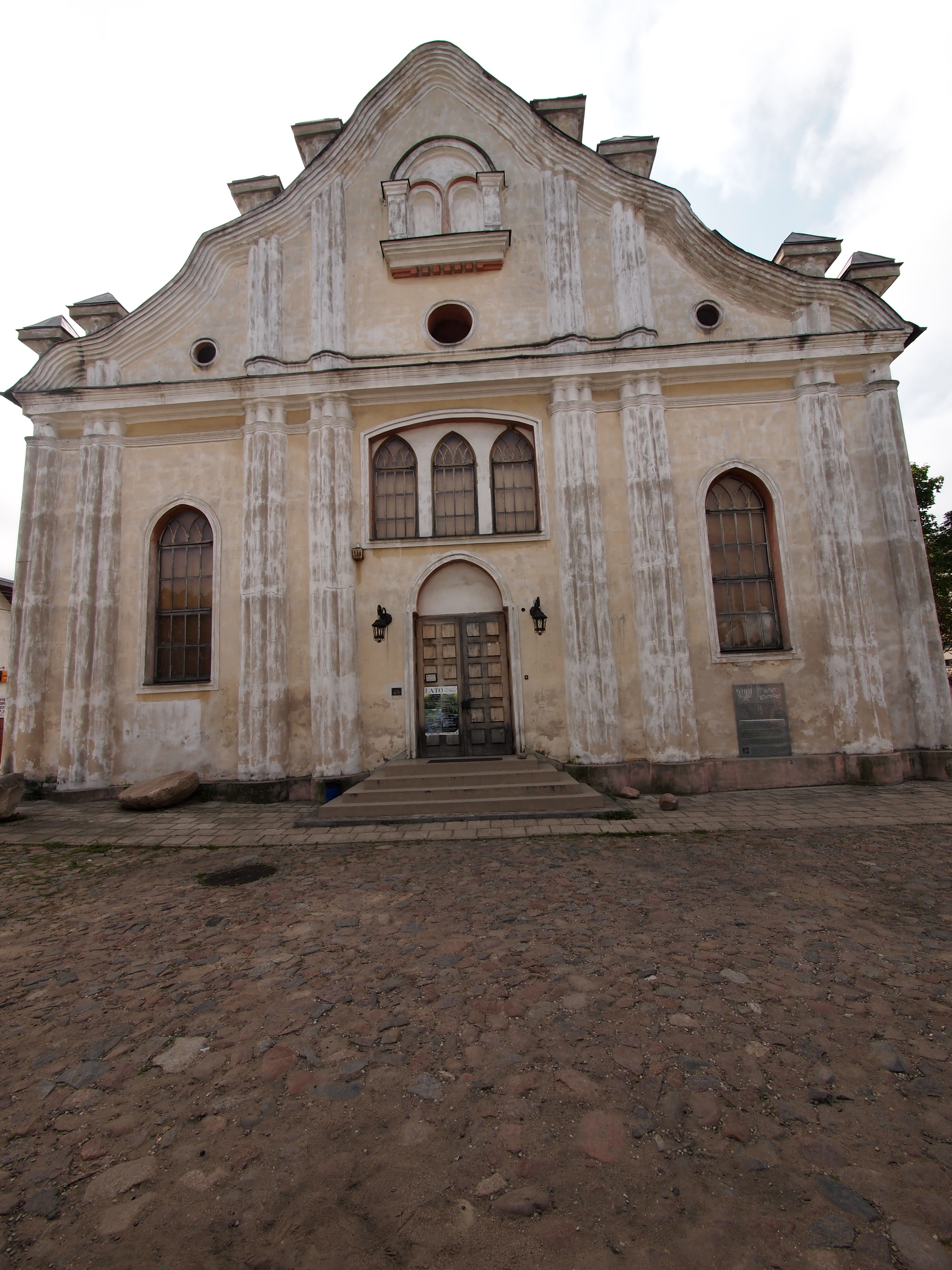
Weiße Synagoge in Sejny

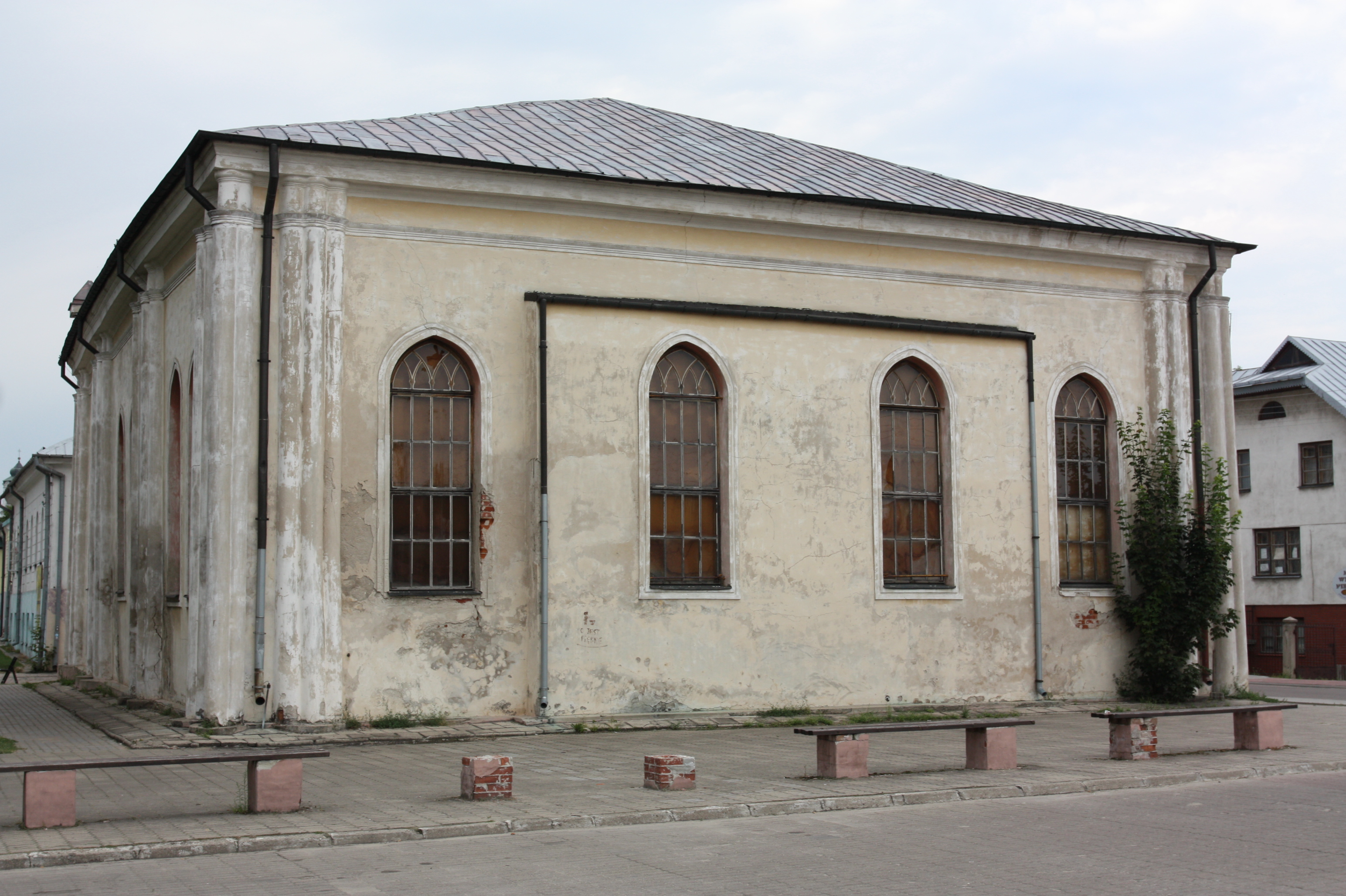
Rückseite

Die sogenannte Weiße Synagoge in Sejny, einer polnischen Stadt in der Powiat Sejneński im Nordosten der Woiwodschaft Podlachien, wurde 1885 errichtet. Die profanierte Synagoge an der Adresse ulica Józefa Piłsudskiego ist ein geschütztes Kulturdenkmal.
Die Synagoge im Stil des Neobarocks wurde auf Initiative von Moses Becalel Luria erbaut. Während der deutschen Besetzung im Zweiten Weltkrieg wurde das Gebäude verwüstet und als Feuerwehrhaus genutzt. 
Nach dem Krieg diente es als Garage und Lager. In den Jahren 1978 bis 1987 wurde die Synagoge von der Stiftung Pogranicze renoviert. 
In der ehemaligen Synagoge finden regelmäßig Ausstellungen statt.